# Puig d'en Boi
El Puig d'en Boi és una muntanya de 254 metres que es troba al municipi de Quart, a la comarca catalana del Gironès.